# Modugno (Apulien)

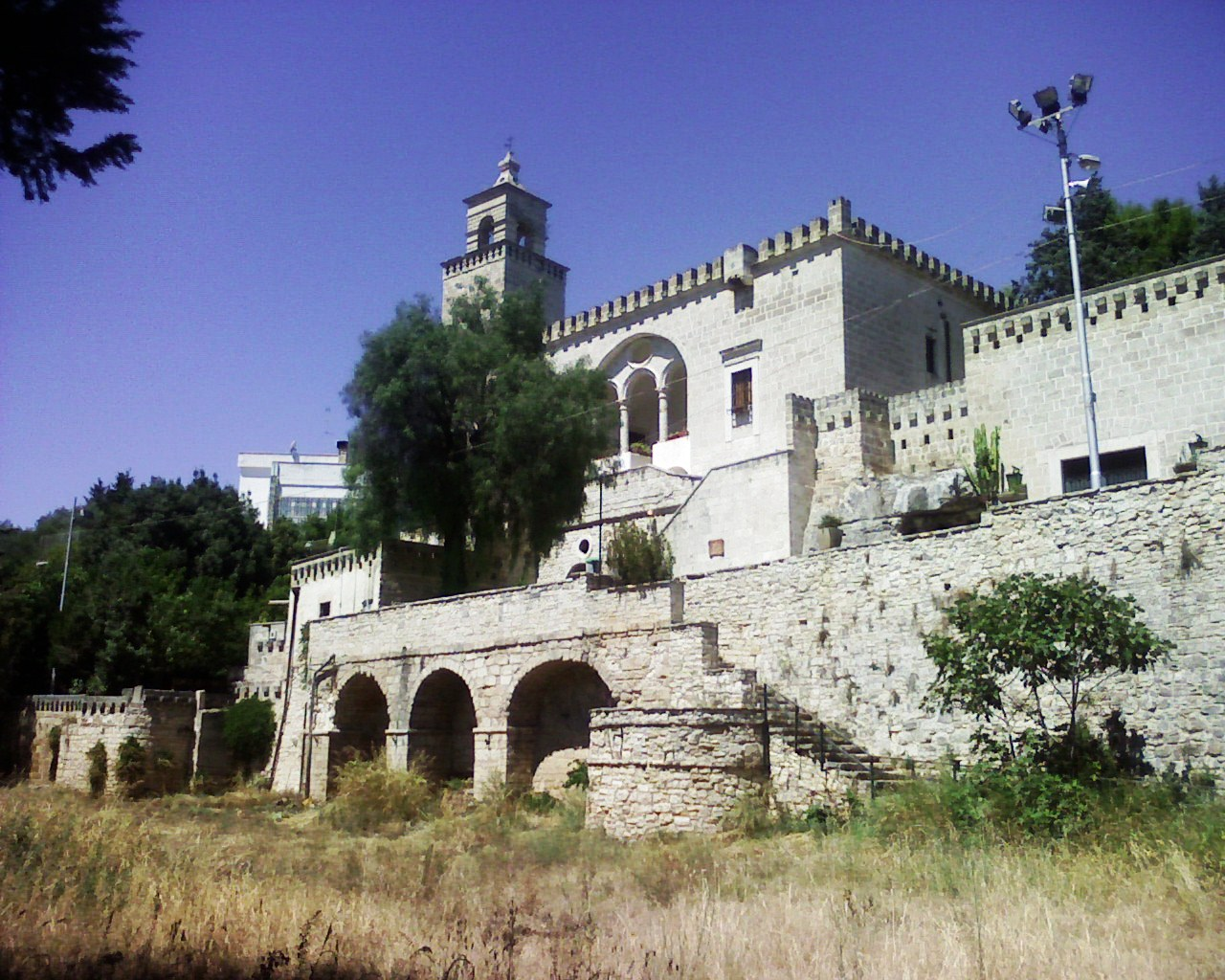
Santuario di Santa Maria della Grotta

Modugno ist eine italienische Stadt der Metropolitanstadt Bari in Apulien.

## Lage und Daten
Modugno hat 36.162 Einwohner (Stand 31. Dezember 2023). Es liegt 11 km südwestlich von Bari. Die Nachbargemeinden sind Bari, Bitetto, Bitonto und Bitritto. Außerhalb der Stadt befindet sich der ehemalige Ort Balsignano.

## Geschichte
Schon zu urgeschichtlichen Zeiten lebten hier Menschen. Die älteste erhaltene urkundliche Erwähnung von Modugno stammt von 1021.

## Sehenswürdigkeiten

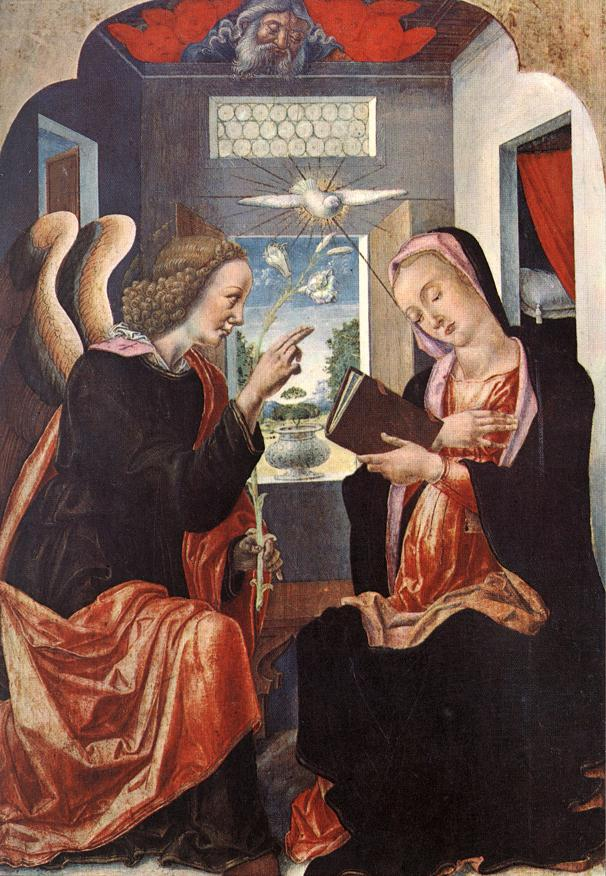
L'Annunciazione von Bartolomeo Vivarini

Sehenswert ist die Wallfahrtskirche Santuario di Santa Maria della Grotta. Sie liegt etwa 3 Kilometer außerhalb von Modugno. In der Kirche Maria Santissima Annunziata befindet sich das Bild L'Annunciazione von Bartolomeo Vivarini.

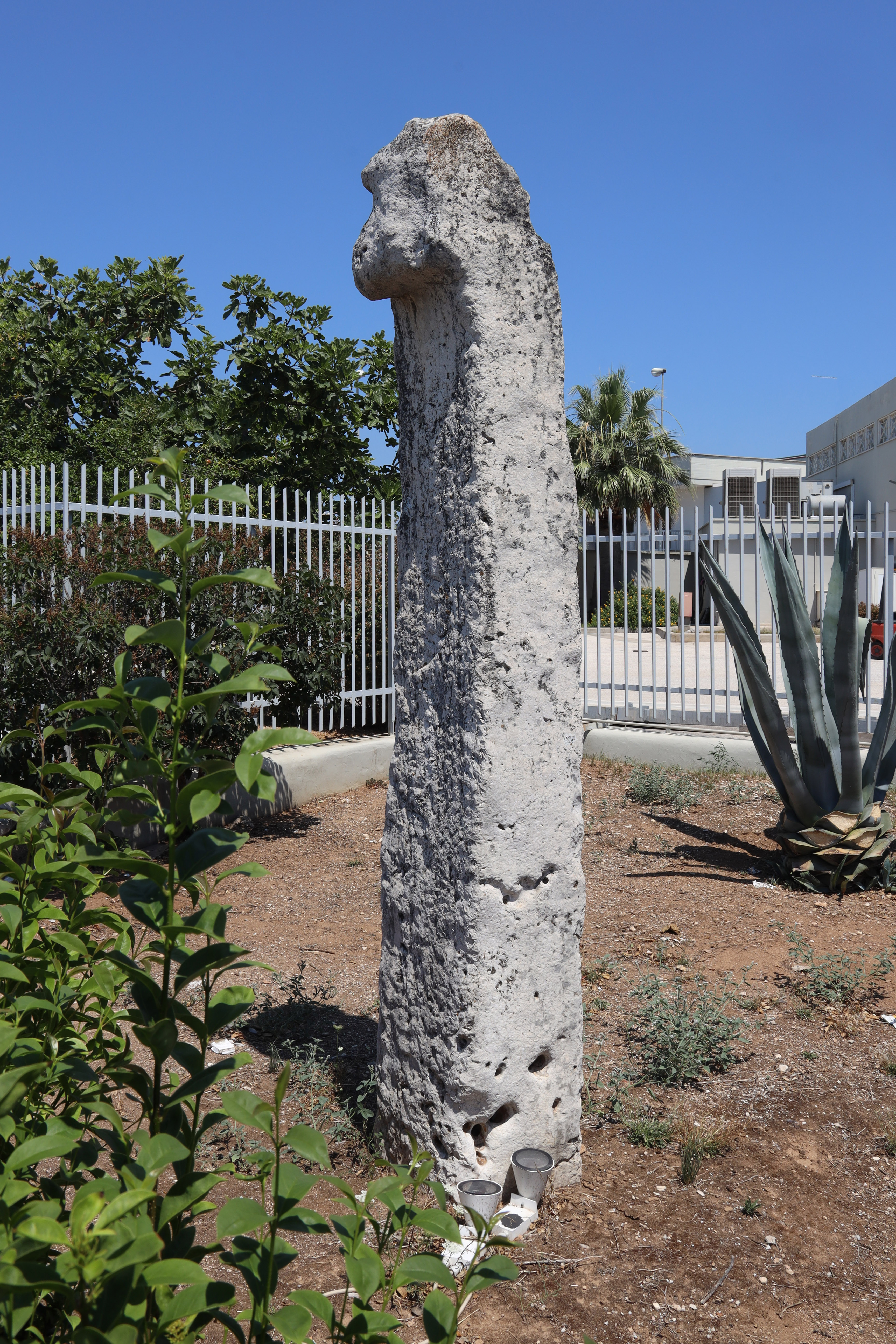
Menhir Il Monaco

## Verkehr

### Straße
Der Ort liegt an der Autobahn A14.

### Eisenbahn
Modugno hat zwei Bahnhöfe und einen Haltepunkt:
- an der Bahnstrecke Bari–Taranto der Ferrovie dello Stato Italiane (FS) liegt der aktuell bediente Haltepunkt Modugno Città sowie der nur noch als Betriebsbahnhof genutzte ehemalige Bahnhof Modugno. Letzterer soll aufgegeben werden, wenn eine geplante Streckenbegradigung umgesetzt ist.
- an der schmalspurigen Bahnstrecke Bari–Matera (950 mm) der Ferrovie Appulo–Lucane (FAL) liegt der Bahnhof Modugno FAL.

## Persönlichkeiten
- Konrad von Bayern (um 1105–1154), starb am 17. März 1154 in Modugno.
- Michele Piccirillo (* 1970), Boxsportler
- Michele Corcella (* 1973), Jazzmusiker